# آندری لونین
آندری لونین  (اوکراینی: Андрій Олексійович Лунін؛ زادهٔ ۱۱ فوریهٔ ۱۹۹۹) بازیکن فوتبال اهل اوکراین است که در پست دروازه‌بان برای باشگاه رئال‌ مادرید در لالیگا و تیم ملی اوکراین بازی می‌کند.

## عملکرد باشگاهی

### رئال مادرید
وی پس از حضور قرضی در باشگاه های مختلف در سال ۲۰۲۰ به عنوان دروازه بان دوم به رئال مادرید برگشت.

## سابقه باشگاهی
از باشگاه‌هایی که در آن بازی کرده‌است می‌توان به دنیپرو، زوریا لوهانسک، رئال مادرید، لگانس، رئال وایادولید و رئال اویدو اشاره کرد.

## عملکرد ملی
وی همچنین در تیم ملی فوتبال اوکراین بازی می‌کند.

## آمار ملی

### بازی‌های ملی
تا تاریخ ۱۷ ژوئن ۲۰۲۴
| اوکراین | اوکراین | اوکراین  | اوکراین  |
| سال     | بازی    | کلین شیت | گل خورده |
| ------- | ------- | -------- | -------- |
| ۲۰۱۸    | ۳       | ۱        | ۲        |
| ۲۰۱۹    | ۲       | ۱        | ۲        |
| ۲۰۲۰    | ۱       | ۰        | ۲        |
| ۲۰۲۲    | ۳       | ۳        | ۰        |
| ۲۰۲۳    | ۳       | ۳        | ۴        |
| ۲۰۲۴    | ۴       | ۱        | ۷        |
| مجموع   | ۱۶      | ۹        | ۱۴       |

## افتخارات

### باشگاهی

#### رئال مادرید
- لا لیگا: ۲۰۲۱-۲۰۲۲
- سوپرجام فوتبال اسپانیا: ۲۰۲۱
- لیگ قهرمانان اروپا: ۲۰۲۱-۲۰۲۲، ۲۴-۲۰۲۳
- سوپرجام اروپا: ۲۰۲۲
- جام باشگاه‌های جهان: ۲۰۲۲
- کوپا دل ری: ۲۰۲۲-۲۰۲۳

### ملی

#### اوکراین
- جام جهانی زیر ۲۰ سال: ۲۰۱۹